# Carl Eklund
Carl Eklund (ur. 27 stycznia 1909 w Tomahawk, Wisconsin, zm. 3 listopada 1962 w Filadelfii) – amerykański ornitolog i polarnik. Uczestnik m.in. trzeciej wyprawy Richarda Byrda na Antarktydę (1939–1941). 

## Życiorys
Eklund urodził się 27 stycznia 1909 w Tomahawk, Wisconsin. W 1932 roku ukończył biologię na Carleton College w Northfield w Minnesocie, otrzymując tytuł B.A. W 1938 roku uzyskał tytuł master w Oregon State College. 
W 1933 roku został zatrudniony przez National Park Service, a po trzech latach przeszedł do United States Fish and Wildlife Service, gdzie prowadził badania biologiczne. 
W latach 1938–1941 pracował jako ornitolog w East Base na Stonington Island – bazie U.S. Antarctic Service. Uczestniczył wówczas w trzeciej wyprawie Richarda Byrda na Antarktydę (1939–1941). Podczas tej wyprawy wraz z Finnem Ronne pokonał na saniach w 84 dni 1264 mile (ang. statutory miles tj. 2614 km) Półwyspu Antarktycznego, sporządzając jego mapy. 
W czasie II wojny światowej służył w sekcji polarnej United States Air Force. Po wojnie wrócił do U.S. Fish and Wildlife Service, gdzie pracował do 1957 roku.
Podczas Międzynarodowego Roku Geofizycznego (1 lipca 1957 do 31 grudnia 1958 roku) przebywał przez 18 miesięcy w stacji badawczej Wilkes Station. W trakcie tego pobytu ustalił, w jaki sposób dochodzi do inkubacji jaj pingwina cesarskiego w warunkach temperatury powietrza ok. - 60°C. Jego badania wykazały, że średnia temperatura jaj była niższa jedynie o dziesięć stopni niż temperatura ciała.   
W 1959 roku, po powrocie z Antarktydy został kierownikiem działu badań polarnych Army Research Office. W tym samym roku uzyskał tytuł doktora zoologii i geografii na University of Maryland, College Park.
Eklund zmarł 3 listopada 1962 roku w Filadelfii.

## Publikacje
- 1961 – Distribution and Life History Studies of the South-Polar Skua. [w:] Wiley on behalf of Association of Field Ornithologists (Hrsg.): Bird-Banding. 32, Nr. 4, S. 187–223.

## Członkostwa
- 1956 – członek Washington Biologists’ Field Club[1]
- Fellow of the Arctic Institute of North America (pośmiertnie)[3]

## Upamiętnienie
Eklund Islands w cieśninie Jerzego VI zostały nazwane na jego cześć. 